# Robert Van Averbeke
Robert Van Averbeke (27 april 1903 - 1981), was een Belgisch architect.
Samen met zijn broer Fritz stapte Robert in de voetstappen van zijn vader architect en stadsbouwmeester van Antwerpen Emiel Van Averbeke.
Robert en Fritz deden in 1925 mee aan de architectuurwedstrijd voor het ontwerp van de (eerste) IJzertoren. Met een ontwerp gebaseerd op de schetsen van Joe English wonnen ze de wedstrijd en werd hun ontwerp later uitgevoerd. Robert Van Averbeke werd ook in 1952 aangezocht het ontwerp van de tweede, grotere IJzertoren aan te leveren.

## Ontwerpen(Selectie)
- 1925: Ontwerp eerste IJzertoren
- 1925: Oorlogsmonument in Kerkstraat, op plein voor Sint-Martinuskerk te Duffel
- 1935: Woning De Rijck in de Rudolfstraat 7 te Antwerpen
- 1947-1948: Internationaal Zeemanshuis Stella Maris (na 1972: Antwerp Seafarer’s Centre), Italiëlei 72, Antwerpen
- 1952: Ontwerp tweede (en huidige) IJzertoren

- Union List of Artist Names: 500247440
- Virtual International Authority File: 172208440